# Abelone Christine Charlotte Amalie Kjer
Abelone Christine Charlotte Amalie Kjer (født 24. januar 1834 i Tødsø på Mors, død 18. december 1913 på Frederiksberg) var hustru til redaktør, avisgrundlægger og rigsdagspolitiker Michael Vogelius. De blev gift i 1855 og sammen fik de børnene Rudolf Vogelius (1856 - 1933) og Johannes Vogelius (1864 - 1936). Rudolf overtog avisen efter sin far, mens Johannes forfulgte en succesfuld karriere som dommer. 